# Leskeodontopsis pustulata
Leskeodontopsis pustulata är en bladmossart som beskrevs av Bennard Otto van Zanten 1964. Leskeodontopsis pustulata ingår i släktet Leskeodontopsis och familjen Daltoniaceae. Inga underarter finns listade i Catalogue of Life.